# Списак епизода серије Потомци
Потомци (енгл. Legacies) америчка је фантастична и драмска телевизијска серија чија је ауторка Џули Плек за The CW. Спиноф је серије Првобитни и садржи ликове из те серије и њеног претходника, Вампирски дневници. У фебруару 2021. обновљена је за четврту сезону, која је премијерно приказана 14. октобра 2021 године. У мају 2022. објављено је да је четврта сезона финална.
Од 25. октобра 2018. до 16. јуна 2022. године приказано је 68 епизода серије.

## Преглед серије
| Сезона | Сезона | Епизоде | Оригинално емитовање | Оригинално емитовање | Оригинално емитовање | Емитовање у Србији | Емитовање у Србији | Емитовање у Србији |
| Сезона | Сезона | Епизоде | Премијера            | Финале               | Мрежа                | Премијера          | Финале             | Мрежа              |
| ------ | ------ | ------- | -------------------- | -------------------- | -------------------- | ------------------ | ------------------ | ------------------ |
|        | 1.     | 16      | 25. октобар 2018.    | 28. март 2019.       |                      | 8. јануар 2019.    | 23. април 2019.    |                    |
|        | 2.     | 16      | 10. октобар 2019.    | 26. март 2020.       | 7. јануар 2020.      | 21. април 2020.    |                    |                    |
|        | 3.     | 16      | 21. јануар 2021.     | 24. јун 2021.        | 14. март 2021.       | 8. август 2021.    |                    |                    |
|        | 4.     | 20      | 14. октобар 2021.    | 16. јун 2022.        | 12. новембар 2021.   | 19. јун 2022.      |                    |                    |